# Philipp Sonn
Philipp Sonn (* 11. September 2004 in Heppenheim) ist ein deutscher Fußballspieler.

## Karriere
In der Saison 2019/20 debütierte Sonn am 23. November 2019 bei der 1:2-Auswärtsniederlage gegen die U17-Mannschaft von Eintracht Frankfurt für die U17-Mannschaft des SV Darmstadt 98 in der B-Junioren-Bundesliga. Insgesamt spielte er in der Saison acht Spiele in der U17-Liga. In der Saison 2020/21 spielte er fünf Spiele in der U17-Liga. Danach wurde die Liga aufgrund der COVID-19-Pandemie abgebrochen. Sonn nahm am Trainingslager der ersten Mannschaft für die Saison 2021/22 als jüngster Spieler teil.
Vor dem 1. Spieltag der Saison 2021/22 infizierten sich drei Spieler in der ersten Mannschaft der Darmstädter mit dem Corona-Virus und weitere Spieler mussten in Quarantäne, weshalb der Kader am ersten Spieltag mit mehreren U-19-Spielern besetzt wurde. Darunter stand auch Sonn am 24. Juli 2021 erstmals im Aufgebot der ersten Mannschaft für das Heimspiel gegen den SSV Jahn Regensburg in der 2. Bundesliga. Bei der 0:2-Heimniederlage unter Torsten Lieberknecht debütierte er jedoch nicht. Sechs Tage später absolvierte er dann bei der Darmstädter 0:3-Niederlage beim Karlsruher SC seinen ersten Profieinsatz, als er in der 90. Minute für Benjamin Goller eingewechselt wurde. Damit wurde er im Alter von 16 Jahren, 10 Monaten und 19 Tagen der jüngste Spieler der 2. Bundesliga bis zu diesem Zeitpunkt. Bereits im November 2021 wurde er von Efe-Kaan Sihlaroğlu (16 Jahren und 142 Tage) abgelöst.
Im Sommer 2023 wechselte er zum Oberligisten Wormatia Worms.
Seit Juli 2024 spielt Sonn beim Südwest-Regionalligisten Bahlinger SC. Nach 26 Spielen und einem Treffer in der Regionalliga schloss er sich dem Zweitligisten Karlsruher SC an.

## Nationalmannschaft
Vom 7. bis 11. Oktober 2021 nahm Sonn bei einem Lehrgang der deutschen U18-Nationalmannschaft in Krefeld teil. Für die zwei Spiele gegen die dänische U18-Nationalmannschaft im November 2021 wurde er auf Abruf nominiert.

## Erfolge
- Aufstieg in die Bundesliga: 2023 (ohne Einsatz)